# Ilkonsaaret
Ilkonsaaret är en ö i Finland. Den ligger i sjön Saimen och i kommunen Taipalsaari i den ekonomiska regionen  Villmanstrands ekonomiska region  och landskapet Södra Karelen, i den södra delen av landet, 210 km nordost om huvudstaden Helsingfors. Öns area är 18,1 hektar och dess största längd är 1,2 kilometer i sydöst-nordvästlig riktning.  Notera att namnet antyder att det är fråga om flera öar.